# Flugplatz Feldkirchen/Ossiacher See

i7
i11
i13
Der Flugplatz Feldkirchen/Ossiacher See (ICAO-Code: LOKF) ist ein Sportflughafen im Ortsteil Rabensdorf der Stadt Feldkirchen in Kärnten. Betreiber ist der Flugsportverein Feldkirchen Ossiacher See.
Der Flughafen wurde ab 1951 in der Bleistatt erbaut. Das Startkapital kam durch Baumspenden von Bauern der Umgebung zustande.
Der Verein betreibt am Flugplatz eine Flugschule und bietet Passagierflüge an.
Der Platz liegt innerhalb des Nahverkehrsbereichs Klagenfurt.